# Daniela Schreiber
Daniela Schreiber (ur. 26 czerwca 1989 w Dessau) – niemiecka pływaczka, mistrzyni Europy, wicemistrzyni Europy (basen 25 m).
Specjalizuje się w pływaniu stylem dowolnym. Największym jej sukcesem jest złoty medal mistrzostw Europy w Budapeszcie w 2010 roku wraz ze sztafetą 4 x 100 metrów stylem dowolnym.
Uczestniczka igrzysk olimpijskich w Londynie (2012) na 100 m stylem dowolnym (15. miejsce) oraz w sztafetach 4 x 100 m stylem dowolnym (9. miejsce) i zmiennym (11. miejsce). 